# The Gouster
The Gouster es un álbum inédito del músico británico David Bowie, que finalmente se convertiría en Young Americans. El álbum fue publicado por primera vez en 2016, como parte de la caja recopilatoria Who Can I Be Now? (1974–1976).

## Antecedentes
Las canciones de Sigma grabadas en agosto de 1974 fueron, "Young Americans", "I Am a Lazer", "After Today", "John, I'm Only Dancing (Again)", "Right", "Somebody Up There Likes Me", "Who Can I Be Now?", "It's Gonna Be Me" y "Can You Hear Me?".
Posteriormente con las sesiones adicionales de Bowie con John Lennon en enero de 1975, produjeron "Fame" y "Across the Universe", descartando "Who Can I Be Now?", "It's Gonna Be Me" y "John, I'm Only Dancing (Again)".

## Canciones

### Lado uno

#### "John, I'm Only Dancing (Again)"

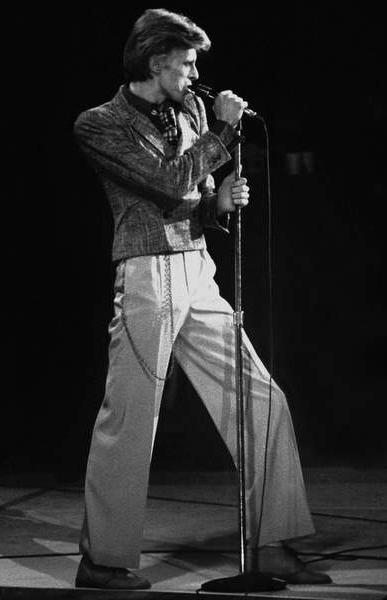
Bowie interpretando en el Washington DC Capital Centre el 11 de noviembre de 1974, durante la tercera fase de la gira de Diamond Dogs.

"John, I'm Only Dancing (Again)" es una regrabación de "John, I'm Only Dancing", hecha en 1974 durante las sesiones de Young Americans en Filadelfia. Estuvo previsto como la canción de apertura del nuevo álbum, antes de las sesiones adicionales en Nueva York, generando más canciones que expulsaron la canción fuera del orden programado. Esta es también la canción más larga del álbum, con una duración aproximada de 7 minutos. 
Finalmente, la canción fue publicada como sencillo en diciembre de 1979, la regrabación presentaba una influencia mayor en el funk, y tiene varias similitudes con la canción "Stay", grabada para el álbum Station to Station en 1976.

#### "Somebody Up There Likes Me"
La canción fue adaptada desde "I Am Divine", una toma descartada grabada por the Astronettes, la banda de coristas de Bowie para The 1980 Floor Show. A pesar de que el título fue tomado de la película biografía del boxeador Rocky Graziano, Somebody Up There Likes Me (1956). 
Somebody Up There Likes Me fue uno de los títulos de trabajo del álbum, junto con The Young American, Shilling the Rubes, Dancin, One Damn Song, The Gouster y Fascination.

#### "It's Gonna Be Me"

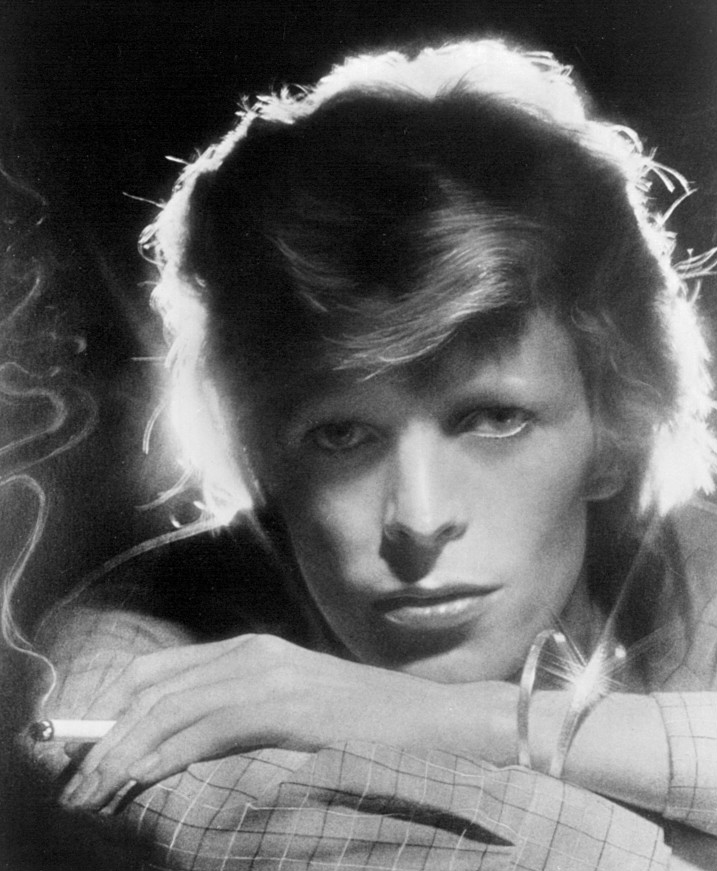
David Bowie fotografiado en 1974.

"It's Gonna Be Me" fue grabada desde el 11 hasta el 18 de agosto de 1974 en los estudios Sigma Sound en Filadelfia. La canción fue interpretada durante la gira de The Soul, apareciendo en dos álbumes póstumos de Bowie, Cracked Actor (Live Los Angeles '74) y I'm Only Dancing (The Soul Tour 74).

### Lado dos

#### "Who Can I Be Now?"
"Who Can I Be Now?" fue publicada por primera vez en la reedición de Young Americans por parte de Rykodisc en 1991. Fue la primera de las tres canciones extras, las otras siendo "It's Gonna Be Me" y "John, I'm Only Dancing (Again)".

#### "Can You Hear Me?"

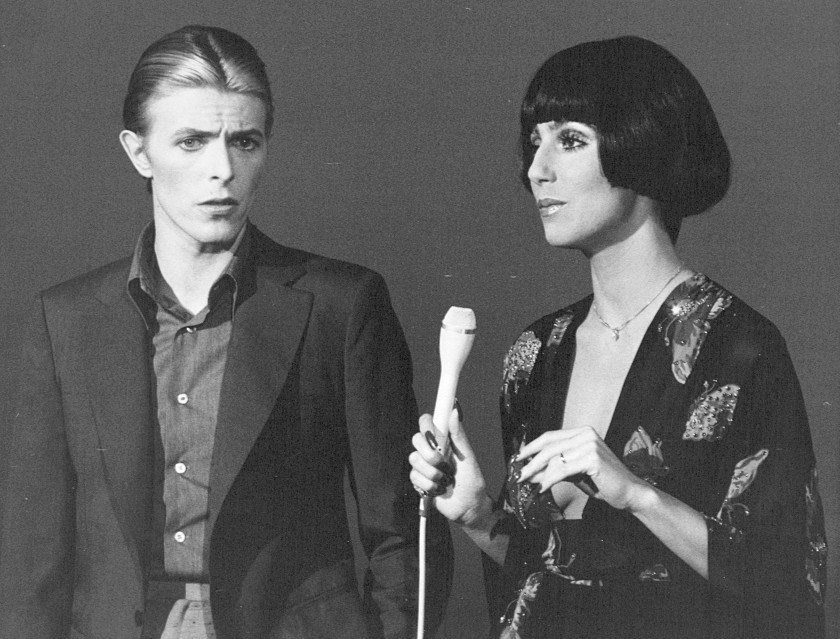
Bowie y Cher cantando "Can You Hear Me?" en vivo el 23 de noviembre de 1975.

"Can You Hear Me?" es una balada grabada desde el 13 hasta el 18 de agosto de 1974 en los estudios Sigma Sound. La canción fue publicado como lado B del sencillo "Golden Years". Bowie también interpretó la canción junto con Cher el 23 de noviembre de 1975, en The Cher Show de la CBS.

#### "Young Americans"
"Young Americans" fue publicado como sencillo junto con una versión en vivo de "Suffragette City" y apareció en el álbum del mismo nombre. La canción fue un éxito comercial en los Estados Unidos, alcanzando el #28 en el Billboard Hot 100, convirtiéndose en su segundo gran éxito en las listas hasta ese momento, mientras alcanzaría la posición #18 en el UK Singles Chart.

#### "Right"

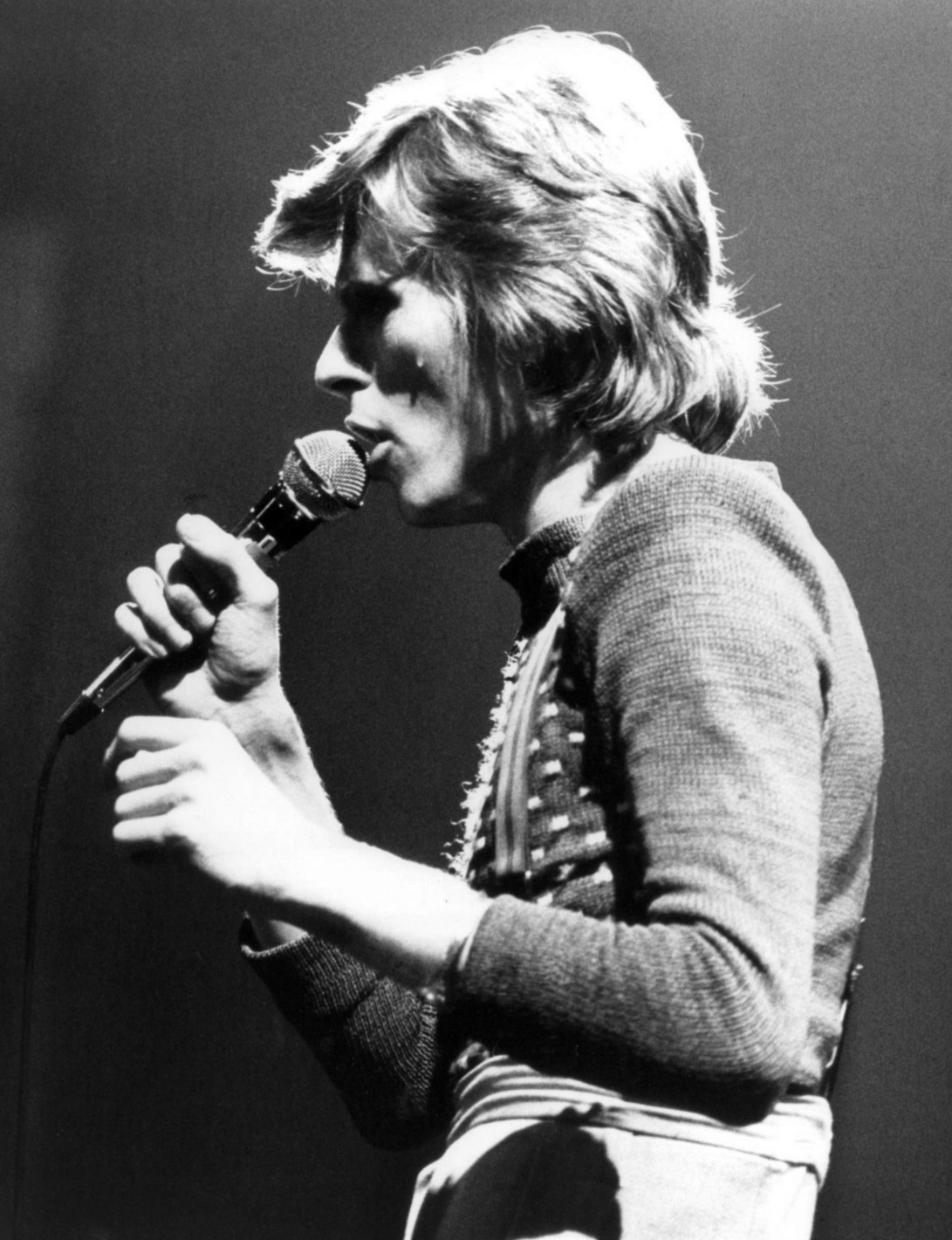
David Bowie actuando en ABC's In Concert en 1974.

"Right" fue escrita por Bowie y publicada como lado B del lanzamiento de sencillo de "Fame". Casi al final de la película de Alan Yentob sobre Bowie, Cracked Actor (1975), Bowie, Luther Vandross, Robin Clark, and Ava Cherry se ven practicando "Right" para la gira de The Soul en 1974, aunque al final nunca fue interpretada en vivo.

## Lanzamiento
"John, I'm Only Dancing (Again)" apareció por primera vez en 1979, como un sencillo de 7" y 12" pulgadas. La versión de 12 pulgadas fue incluida como un bonus track en la reedición de CD de Young Americans en 1991, junto con "Who Can I Be Now?" y "It's Gonna Be Me".
The Gouster – la visión original para las grabaciones de 1975 – fue publicada en 2016, como parte de la caja recopilatoria Who Can I Be Now? (1974–1976).

## Lista de canciones
Todas las canciones escritas por David Bowie. 
| Lado uno |                                  |          |  |
| N.º      | Título                           | Duración |  |
| 1.       | «John, I'm Only Dancing (Again)» | 6:59     |  |
| 2.       | «Somebody Up There Likes Me»     | 6:32     |  |
| 3.       | «It's Gonna Be Me»               | 6:30     |  |

| N.º | Título              | Duración |  |
| 1.  | «Who Can I Be Now?» | 4:42     |  |
| 2.  | «Can You Hear Me?»  | 5:24     |  |
| 3.  | «Young Americans»   | 5:17     |  |
| 4.  | «Right»             | 4:40     |  |

## Créditos
Créditos adaptados desde las notas del álbum. 
- David Bowie – voz principal y coros
- Carlos Alomar – guitarra eléctrica
- Mike Garson – piano
- David Sanborn – saxofón alto
- Willie Weeks – bajo eléctrico
- Emir Ksasan – bajo eléctrico
- Dennis Davis – batería
- Andy Newmark – batería
- Larry Washington – percusión
- Luther Vandross, Ava Cherry – coros

Personal técnico
- Tony Visconti – productor
- Harry Maslin – productor, ingeniero de sonido
- Carl Parulow – ingeniero de sonido
- Ray Staff – masterización
- Eric Stephen Jacobs – fotografía
- Scott Minshall – diseño de portada